# Diego Frascio
Diego Frascio (ur. 22 lipca 2006 w Rimini) – włoski siatkarz, reprezentant kraju w kategoriach młodzieżowych, grający na pozycji atakującego.
Jego starszy o 5 brat Samuel, również jest siatkarzem.

## Sukcesy reprezentacyjne
Mistrzostwa Europy Kadetów:
- 2022[4]

Mistrzostwa Europy Juniorów:
- 5. miejsce 2024[5]